# Jean-Benoît Schérer
Jean-Benoît Schérer, ou Johann Benedikt Scherer, né le 1er septembre 1741 à Strasbourg et mort le 16 octobre 1824 à Barr, est un historien et diplomate français.

## Biographie
Fils du recteur d’université Johann Friedrich Scherer et de Marie Salomé Lederlin,, Scherer suivit les cours de philosophie et de jurisprudence à l’université de sa ville natale, où il obtint son doctorat en droit, Puis il se rendit à Iéna, Leipzig et Freiberg, où il étudia la jurisprudence quelque temps.
Érudit aussi laborieux qu’infatigable, il fit de grands voyages et parcourut la Russie, où il fut, vers 1760, membre du collège de justice impériale pour les affaires de droit finnois, estonien et livonien, à Saint-Pétersbourg. Passé ensuite au service de la France, il devint attaché d'ambassade à Saint-Pétersbourg même et fit des voyages diplomatiques en Pologne, en Suède, à Copenhague, à Hambourg et à Berlin.

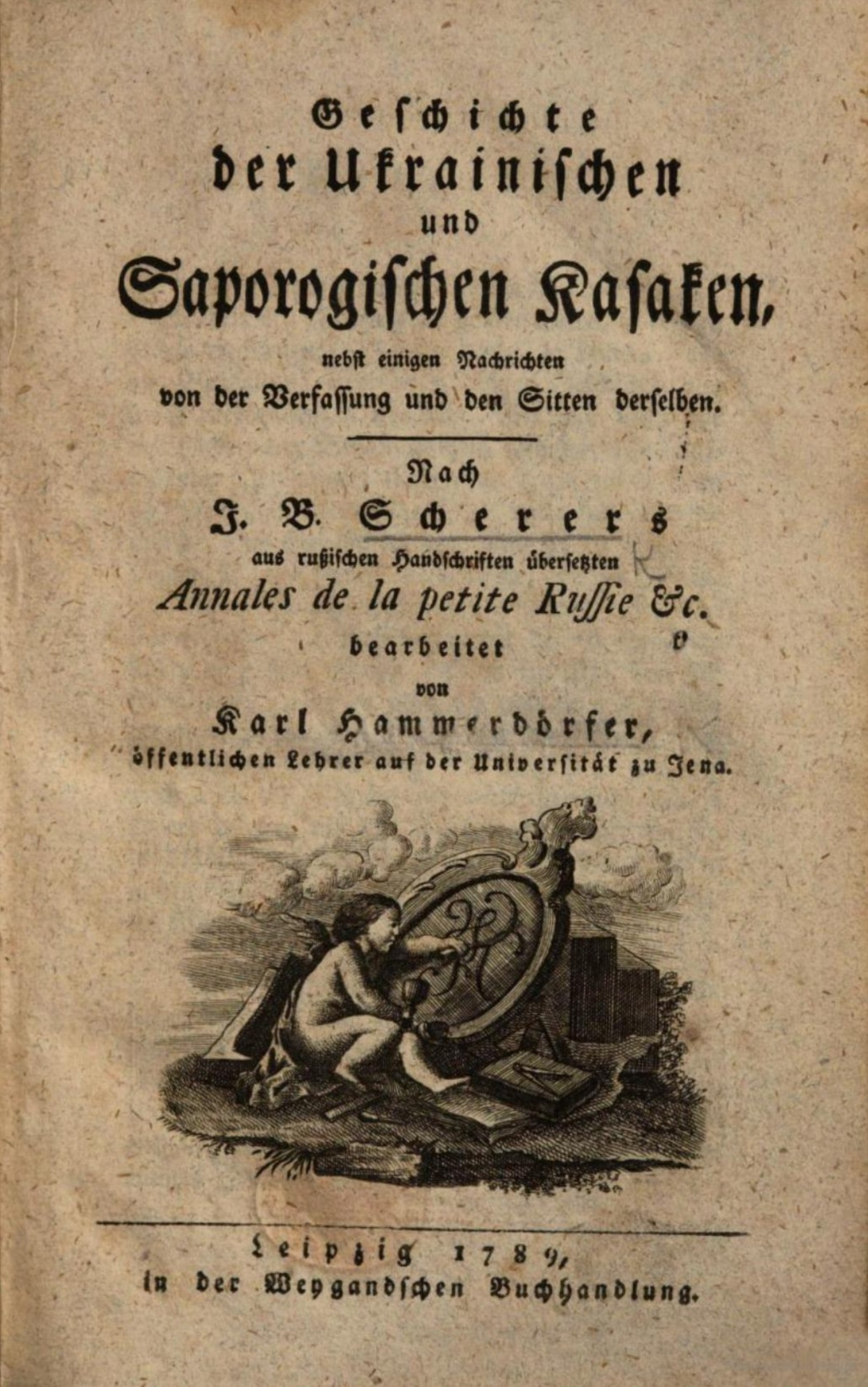
Annales de la petite Russie ou Histoire des Cosaques-Saporogues et des Cosaques de l’Ukraine, 1788.

En 1775, il fut nommé commis auprès du ministère des Affaires étrangères à Versailles où plusieurs ouvrages qu’il écrivit et traduisit le firent considérer comme un spécialiste de la Russie. En 1776, il fut cause de mécontentement dans les milieux diplomatiques avec un ouvrage publié par le ministère des Affaires étrangères parce qu’il y révélait les plans d’une invasion anglo-russe du Japon sous le capitaine Cook. Une flotte française sous le comte de Bougainville se hâta pour aider l’empereur du Japon. Schérer a répondu dans ses mémoires à la publication par Hayashi Shihei du Discours sur la valeur d’une nation maritime.
Relevé de ses fonctions en 1780, il retourna à Strasbourg, où il fut d’abord nommé assesseur et membre du grand sénat, puis hauptmann (capitaine). À la Révolution, alors qu’il se trouvait à Bade, il fut porté sur la liste des émigrés, ce qui le décida à prendre pour quelque temps un emploi dans la chancellerie autrichienne auprès de son compatriote, le feld-maréchal Wurmser. En 1801, il se retira à Stuttgart. Le 23 mars 1808, il trouva un poste de professeur ordinaire au Collegium illustre (de) et professeur extraordinaire de langue française à l’université de Tübingen. Lorsque le Collegium illustre fut supprimé en 1819, il demanda une place de professeur ordinaire à l’université, mais le ministère refusa.
Pensionné le 16 octobre 1824, Schérer quitta Tübingen, où il avait fait, dans les dernières années, des cours de langue française et de littérature, d’histoire de la Révolution française et de l'empire russe, de diplomatique, d'antiquités grecques et autres matières. Auteur fécond, il a fait de la Russie le sujet de ses études. De son premier mariage avec Maria Dorothea Berg de Saint-Pétersbourg, il avait eu un fils Alexander Nikolas Scherer, professeur de chimie à Halle puis de physique à Tartu. Remarié à la tante de Nebenius (de) Albertine Franziska Nebenius (1758-1829), il en eut un fils, Carl Friedrich August Ludwig Scherer (1787-1871). Franc-maçon, il eut des contacts à Strasbourg avec Swedenborg et Cagliostro.

## Publications
- (de) Georg Wilhelm Stellers Beschreibung von dem Lande Kamtschatka, dessen Einwohnern, deren Sitten, Nahmen, Lebensart und verschiedenen Gewohnheiten, Francfort et Leipzig, Johann Georg Fleischer, 1774.
- (de) Des heiligen Nestors, Mönnichs im Petscherischen Kloster des heiligen Theodosius in Kiew, und der Fortsetzer desselben älteste Jahrbücher der Russischen Geschichte, vom Jahre 858 bis zum Jahre 1203 (trad. du russe par Schérer avec remarques), Leipzig, Bernhard Christoph Breitkopf und Sohn, 1774, in-4° (lire en ligne).
- (de) Nordische Nebenstunden, Abhandlungen über die alte Geographie, Geschichte und Alterthümer Nordens, Francfort, Johann Georg Fleischer, 1776, in-8°.
- Recherches historiques et géographiques sur le nouveau monde, Paris, Brunet, 1777, in-8°.
- Histoire raisonnée du commerce de la Russie, Paris, Cuchet, 1788, trad. en allemand par Karl Hammerdörfer, Leipzig 1789, in-8°.
- Annales de la petite Russie ou Histoire des Cosaques-Saporogues et des Cosaques de l’Ukraine, ou de la Petite-Russie, depuis leur origine jusqu'à nos jours ; suivie d'un abrégé de l’histoire des hettmans des Cosaques, & des pièces justificatives, trad. d'après les manuscrits conservés à Kiew, enrichie de notes, 2 vol. in-8°, Paris, Cuchet, 1788.Ouvrage rempli de détails très curieux et de relations géographiques et historiques importantes, une description du Boristhène jusqu’à l’Oczakow.
- (de) Greuel der Verwüstung oder Blicke in die französische Revolution wie und durch wen das arme Elsaß darein geflochten worden ist, Frankfurt am Main, Hermann, 1793.
- (de) Chinesische Gedanken d. i. Chinesischer Kayser Reden und Verordnung an ihr Volk, anderer vornehmer u. berühmter Chinesen Reden an ihre Kaiser, oder Abhandlungen über verschiedene Staats- und Verwaltungs-Gegenstände. Nebst einem kleinen Philosophischen Werke des De-Pe-à über den Einfluß der Seele in den Leib, trad. du chinois en russe par Alexis Leontieff et trad. du russe en allemand par Schérer, Karlsruhe 1796, in-8°.
- (de) Ursprung aller Revolutionen und Volks Empörungen : Demokratische Republikanische Regierungsform ist ein mit ewiger Anarchie vermischtes ... Regiment ; Vorzüge der Monarchie, Karlsruhe, 1796, in-8°.
- (de) Die Urheber des Mordes der französischen Kongreß-Gesandten : aus d. Franz. d. 4. Pariser Ausg., Francfort, Nuremberg, 1799.
- (de) Was ist von den ausgewanderten Elsässern und Lothringern zu halten ?, Le Caire, S. n., 1799, in-8° (lire en ligne).
- (de) Über die Anpflanzung des Tabacks, Art und Weise, wie man denselben bearbeiten müsse, Tübingen, Heerbrandt, 1812.

## Sources
- Édouard Sitzmann, Dictionnaire de biographie des hommes célèbres de l’Alsace depuis les temps les plus reculés jusqu'à nos jours, t. 2, Rixheim, F. Sutter, 1910, 1105 p., in-8° (lire en ligne), p. 676-7.